# Ingušetija
Ingušetija (inguški: ГӀалгӏайче, ruski: Ингушетия) je republika u Ruskoj Federaciji smještana na Sjevernom Kavkazu.

## Vanjske poveznice
|  | Zajednički poslužitelj ima još gradiva o temi Ingušetija |